# Жорж Пйо
Жорж Пйо (фр. Georges Piot, 14 вересня 1896 — 5 квітня 1980) — французький академічний веслувальник.
Срібний призер Олімпійських Ігор 1924 року в складі розпашної двійки без стернового.